# Военный переворот в Республике Корея (1980)
Военный переворот семнадцатого мая (кор. 5.17 내란) был совершён в 1980 году в Республике Корея генералом Чон Ду Хваном и «Ханахве» после переворота двенадцатого декабря.
17 мая 1980 года генерал Чон заставил Кабинет министров распространить военное положение на всю страну, которое ранее не распространялось на Чеджудо. Расширенное военное положение закрыло университеты, запретило политическую деятельность и ещё больше ограничило СМИ. Для обеспечения соблюдения военного положения в различные части страны были отправлены войска. В тот же день Национальная разведывательная служба (НРС) совершила налёт на национальную конференцию лидеров студенческих союзов из 55 университетов. Около 2700 человек, включая 26 политиков, были арестованы. 18 мая 1980 года жители Кванджу восстали против военной диктатуры Чона и взяли город под контроль. В ходе восстания граждане взяли в руки оружие, чтобы защитить себя, но в конечном итоге были подавлены армией.
20 мая 1980 года Чон и Ро Дэ У приказали распустить Национальное собрание, разместив в ней войска. Впоследствии Чон создал Комитет по чрезвычайной политике национальной обороны и назначил себя его членом. 17 июля 1980 года он ушёл с поста директора НРС и затем занимал только должность члена комитета. В августе 1980 года президент Чхве Гю Ха был вынужден уйти с поста президента, чтобы уступить место Чону.

## Предыстория
26 октября 1979 года президент Пак Чон Хи был убит главой Национальной разведывательной службы (НРС) Ким Джэ Гю. При Паке Республика Корея была недемократическим и автократическим государством. После его убийства страна вступила в переходное состояние, и были предприняты попытки превратить её в демократическое государство. Несмотря на эти попытки, Конституция Юсин не была отменена, и военное авторитарное правление оставалось на месте.
Чхве Гю Ха, который был премьер-министром в то время, был назначен исполняющим обязанности президента. С приходом Чхве к власти ограничительные правила при Паке были отменены, а лидеры оппозиции и активисты, такие как Ким Дэ Чжун, были освобождены от ограничений. Позже, 6 декабря 1979 года, Чхве стал официальным президентом Республики Корея.
Генерал армии Чон Ду Хван, глава Командования военной безопасности, был назначен для расследования убийства Пака. В это время Чон нашёл возможности захватить власть. Чон взял под контроль армию страны 12 декабря 1979 года, после того как арестовал Чон Сын Хва, начальника штаба армии и командующего военным положением, в дополнение к другим силам, которые угрожали его идеалам. 14 декабря, через два дня после получения контроля над армией, Чон начал назначать союзников из Корейской военной академии на влиятельные должности в армии, чтобы получить полный контроль над вооружёнными силами. Например, Ро Дэ У, который позже станет президентом, был назначен командующим Командования столичной безопасности.
Чон продолжал укреплять свою власть в первые месяцы 1980 года. Граждане страны начали серию демонстраций, известных как Сеульская весна, чтобы выразить своё недовольство. Демонстрации граждан продолжались и достигли своего пика в середине мая 1980 года. Для подавления движения были использованы вооружённые силы, включая бронетехнику. Несмотря на ответные меры военных, центр Сеула был переполнен демонстрантами 14 мая, и более 100 000 студентов собрались перед вокзалом Сеула.

## Переворот
Начиная с марта 1980 года, из-за продолжения реализации правительством системы Юсин, военного положения и неспособности правительства двигаться вперёд, граждане страны, в том числе студенты, объединились, чтобы начать демонстрации, получившие название «Сеульская весна». Напряжённость возрастала всё больше, поскольку реальная политическая власть находилась в руках Чона и его группы офицеров, а не президента Чхве. К маю демонстрации стали массовыми, и центр Сеула был полностью заполнен протестующими. Правительство приняло ответные меры против демонстрантов, отправив вооружённые войска и бронетехнику. 17 мая 1980 года Чон объявил о введении в действие Указа о военном положении № 10, который усилил военное положение и расширил его действие по всей стране. Кроме того, были ограничены действия, которые могли бы представлять угрозу правительству, такие как публичная критика со стороны вещателей, изданий и политических собраний. Университеты были закрыты, забастовки трудящихся — запрещены, а демонстрации в результате были подавлены. В дополнение к расширению военного положения, были арестованы политические деятели (Ким Дэ Чжун, Ким Ён Сам, Ким Джон Пхиль и Ли Ху Рак). Переворот 17 марта внезапно положил конец демонстрациям Сеульской весны и продлил период авторитарного правления.

## Военное положение
Из-за введения военного положения университеты были закрыты, как и редакции газет, а любая политическая деятельность, противоречащая политике Чона, была строго запрещена. Все публичные собрания более трёх человек также были запрещены, за исключением похорон. Поскольку корейские СМИ были задушены военным положением, только некоторые присутствовавшие иностранные корреспонденты могли публиковать репортажи о том, что происходило в Кванджу. Телефонные линии были перерезаны военными, поэтому репортёры проходили километры до деревень, чтобы занять очередь у ближайшего работающего телефона. Вскоре после этого Чон расширил условия военного положения на всю территорию страны. Таким образом, все продемократические лидеры, включая студентов, считались предателями или антиправительственными преступниками. Полицейские отряды были отправлены для проведения обысков домов лиц, которые поддерживали протесты против Чона, а также для наблюдения за домами студентов университетов, особенно Национального университета Чоннам в Кванджу. Только в марте 1980 года закрытые университеты были вновь открыты, и подавленным лицам, включая профессоров и некоторых студентов, было разрешено вернуться в университеты. В это же время к 21 мая до 200 000 человек сражались против 100 000 солдат в Кванджу. По собственным данным Командования военного положения, демонстранты захватили четыре бронированных грузовика, 80 джипов и 50 грузовиков. Они также захватили 3500 карабинов и пистолетов, два ручных пулемёта и более 46 000 патронов.

## В культуре
- «Таксист» (2017)